# 礦石粉雞
礦石粉雞，是把礦石粉放進活雞胸腔，以達致增加重量及價格的目的。2011年5月8日凌晨，中國重慶市工商局、重慶市公安局及重慶市高速公路執法總隊聯合在市內包茂高速巴南收費站對販運活雞鴨的經營戶進行檢查，現場查獲涉嫌灌注礦石粉的活雞近千隻，總值近6萬人民幣。